# フィリップス・エクセター・アカデミー
座標: 北緯42度58分48秒 西経70度57分04秒 / 北緯42.98000度 西経70.95111度
フィリップス・エクセター・アカデミー（Phillips Exeter Academy）とは、1781年にアメリカ合衆国ニューハンプシャー州エクセターに創設されたボーディングスクール。略称・通称は、フィリップス・エクセター（Phillips Exeter）、エクセター（Exeter）、PEA。
アメリカ合衆国の商人であったジョン・フィリップス（1719年 – 1795年）により、設立された。伝統を重視した苛酷かつ厳格な校風で有名である。創設以来長期間に渡って男子校であったが、1970年より男女共学制となった。
アメリカ合衆国において、歴史的起源が古く、学術的権威のある名門ボーディングスクール（寄宿制中等教育機関）10校から、選定される「"The Ten Schools"（10スクール）」内においても、世界的にも、優秀な卒業生を輩出するボーディング・スクールとして、著名な私立高等学校である。
卒業生の主要な進学先は、ハーバード大学、コロンビア大学といった、一流大学である。
成蹊中学校・高等学校と交流している。

## 財政
フィリップス・エクセター・アカデミーは、アメリカ合衆国内において、最多の寄付金額を誇る。その市場価値は2009年2月19日現在、約8億5000万ドルに上る。生徒1人当たりの寄付額が80万ドルで、コーネル大学、コロンビア大学、ブラウン大学、ペンシルベニア大学を上回る寄付額である。
2004年秋、フィリップス・エクセター・アカデミーは、現在より、寄付総額を3億500万ドル引き上げる増資計画「The Exeter Initiatives」を発表する。

## スポーツ
フィリップス・エクセターアカデミーは、創設者ジョン・フィリップスにより創設された姉妹校フィリップス・アカデミー（マサチューセッツ州アンドーバー）と、ライバル校であり、フィリップス・エクセター・アカデミー、フィリップス・アカデミー両校におけるアメリカンフットボールの合同試合は、あらゆる運動競技種目の中において、最も重要度の高い競技種目の試合である。

## 著名な卒業生
- フランクリン・ピアース - 第14代アメリカ合衆国大統領
- ルイス・カス - 法律家、政治家、第22代アメリカ合衆国国務長官
- クリストファー・コロンブス・ラングデル（1848年卒業） - 法学者
- ロバート・トッド・リンカーン（1860年卒業） - 政治家、弁護士、実業家。第16代米国大統領エイブラハム・リンカーンの長男
- トーマス・ラモント（英語版） - 銀行家、モルガン商会パートナー
- ラムジー・マクミラン（1928年卒業） - 歴史家、ローマ史家
- ウィリアム・スタイン（1929年卒業） - 生化学者、1972年、ノーベル化学賞受賞者
- ゴア・ヴィダル（1943年卒業） - 小説家、劇作家、評論家
- ジョン・ロックフェラー4世（1954年卒業） - 政治家、ウェストバージニア州元知事。ロックフェラー家
- ダニエル・デネット（1959年卒業） - 哲学者、タフツ大学教授
- ジョン・アーヴィング（1961年卒業） - 作家、『ガープの世界』著者
- ダニエル・ウェブスター - 政治家、アメリカ合衆国連邦議会上院議員
- ジョージ・バンクロフト - 歴史学者
- ニコラス・カッツェンバック - 政治家、弁護士、第5代アメリカ合衆国司法副長官、第24代アメリカ合衆国国務次官、第65代アメリカ合衆国司法長官
- ダン・ブラウン（1982年卒業） - 作家、『ダ・ヴィンチ・コード』著者
- チャンネ・リー（1983年卒業） - 作家、『ネイティブ・スピーカー』著者
- 望月新一（1985年卒業）‐ 数学者、京都大学数理解析研究所教授
- クローディン・ゲイ（1988年卒業）‐ 政治学者、ハーバード大学第30代学長。ハーバード大初の黒人学長[4]
- アンドリュー・ヤン（1992年卒業） - 実業家、政治家、2020年アメリカ合衆国大統領民主党予備選挙候補者
- マーク・ザッカーバーグ（2002年卒業） - 実業家、Facebook創始者